# Озерки (Беловский район)
Озерки — село в Беловском районе Курской области. Административный центр Кондратовского сельсовета.

## География
Село находится в 91 км к юго-западу от Курска, в 14 км к юго-западу от районного центра — Белая.
Улицы
В селе улицы: Гаек, Загородье, Кузнецовка, Пионерская, Посёлок, Сербия, Центральная, Яма.
Климат
Озерки, как и весь район, расположен в поясе умеренно континентального климата с тёплым летом и относительно тёплой зимой (Dfb в классификации Кёппена).

## Население
| 2002 | 2010 |
| ---- | ---- |
| 429  | ↘369 |

## Инфраструктура
Личное подсобное хозяйство. 

## Транспорт
Озерки находится в 11 км от автодороги регионального значения 38К-028 (Обоянь — Суджа), в 9,5 км от 38К-029 (38К-028 — Белая), в 1 км от автодороги межмуниципального значения 38Н-598 (Гирьи — Кондратовка — граница с Белгородской областью), на автодороге 38Н-601 (38Н-598 — Озерки), в 8 км от ближайшей ж/д станции Псёл (линия Льгов I — Подкосылев). Остановка общественного транспорта.
В 85 км от аэропорта имени В. Г. Шухова (недалеко от Белгорода).

## Достопримечательности
- Церковь Михаила Архангела (1898 г.)[8]